# Senado de Florida
El Senado de Florida (en inglés: Florida Senate) es la Cámara Alta de la Legislatura de Florida. Junto a la Cámara de Representantes o Cámara baja, el Senado conforma  el Poder legislativo del estado estadounidense de Florida. El artículo III, sección 1 de la Constitución de Florida, aprobada en 1968, define el papel de las cámaras y cómo deben constituirse. El Senado está compuesto por 40 miembros, cada uno elegido por un distrito, con una población de aproximadamente 470 000 residentes. Los distritos legislativos se establecen sobre la base de cifras de población, proporcionadas por el censo federal decenal. Los plazos de los senadores comienzan de inmediato, tras su elección. La Cámara senatorial se encuentra en el edificio del Capitolio del Estado (Florida State Capitol), en Tallahassee, la capital estatal.
Desde 2018, última elección, los republicanos tienen la mayoría en la Cámara con 23 escaños; los demócratas son minoría con 17 escaños.